# Laurin & Klement O
Laurin & Klement O byl automobil vyráběný firmou Laurin & Klement mezi lety 1913 a 1915 a v roce 1919. Vyráběl se jako faéton, limuzína, kupé, landaulet a sportovní vůz.
Motor byl řadový čtyřválec SV, stejně jako u ostatních vozů Laurin & Klement byl uložen vpředu a poháněl zadní kola. Výkon byl 22 kW (30 koní), objem byl 2614 cm³, rozvor byl 3150 mm. Přední i zadní kola měly tuhou nápravu na listových perech o rozchodu 1300 mm. Vůz mohl jet 65 – 70 km/h.
Celkem se vyrobilo 100 kusů.